# Uia di Ciamarella
A Uia di Ciamarella é uma montanha dos Alpes Graios.  Fica sobre a fronteira ítalo-francesa. Na borda italiana se situa na comuna de Groscavallo.

## Classificação SOIUSA
De acordo com a classificação alpina SOIUSA (International Standardized Mountain Subdivision of the Alps) esta montanha é classificada como:
- grande parte = Alpes Ocidentais
- grande setor = Alpes do Sudoeste
- secção = Alpes Graios
- subsecção = Alpes de Lanzo e da Alta Maurienne
- supergrupo = cordilheira Arnas-Ciamarella
- grupo = grupo Ciamarella-Mondrone
- subgrupo = subgrupo da Ciamarella
- código = I/B-7.I-B.6.a

## Imagens

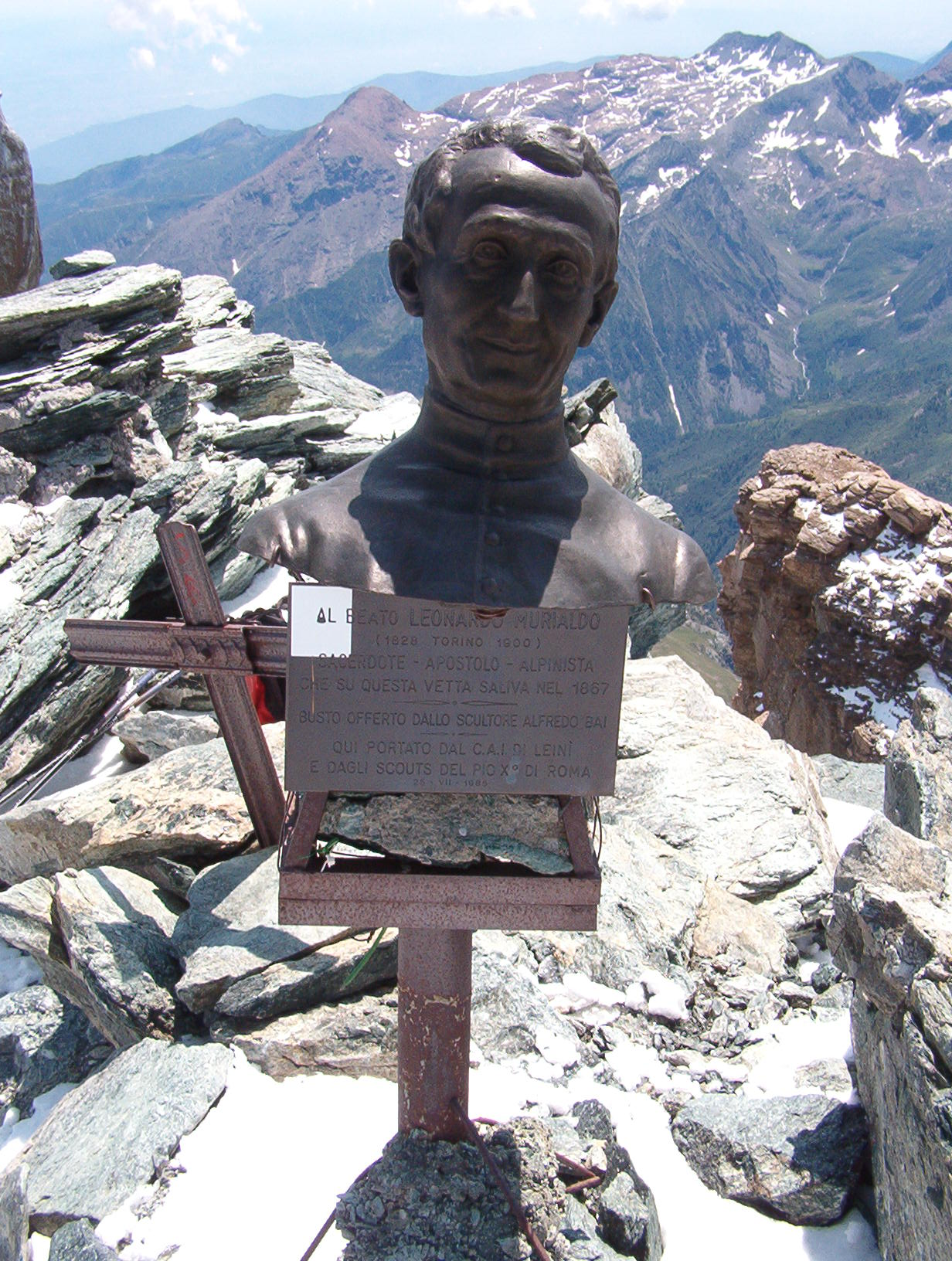
O busto de Leonardo Murialdo em cima a montanha.
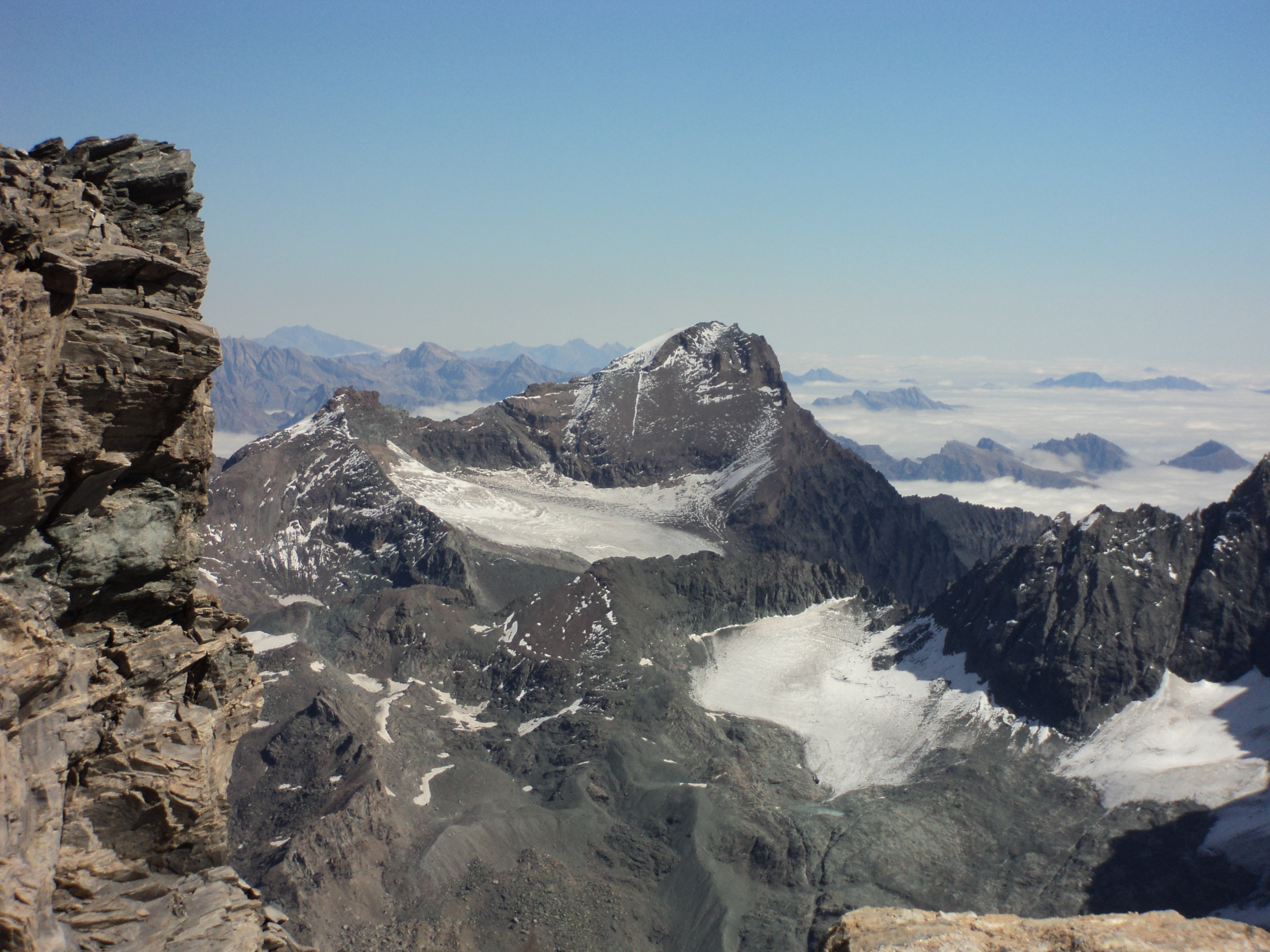
O lado ocidental.
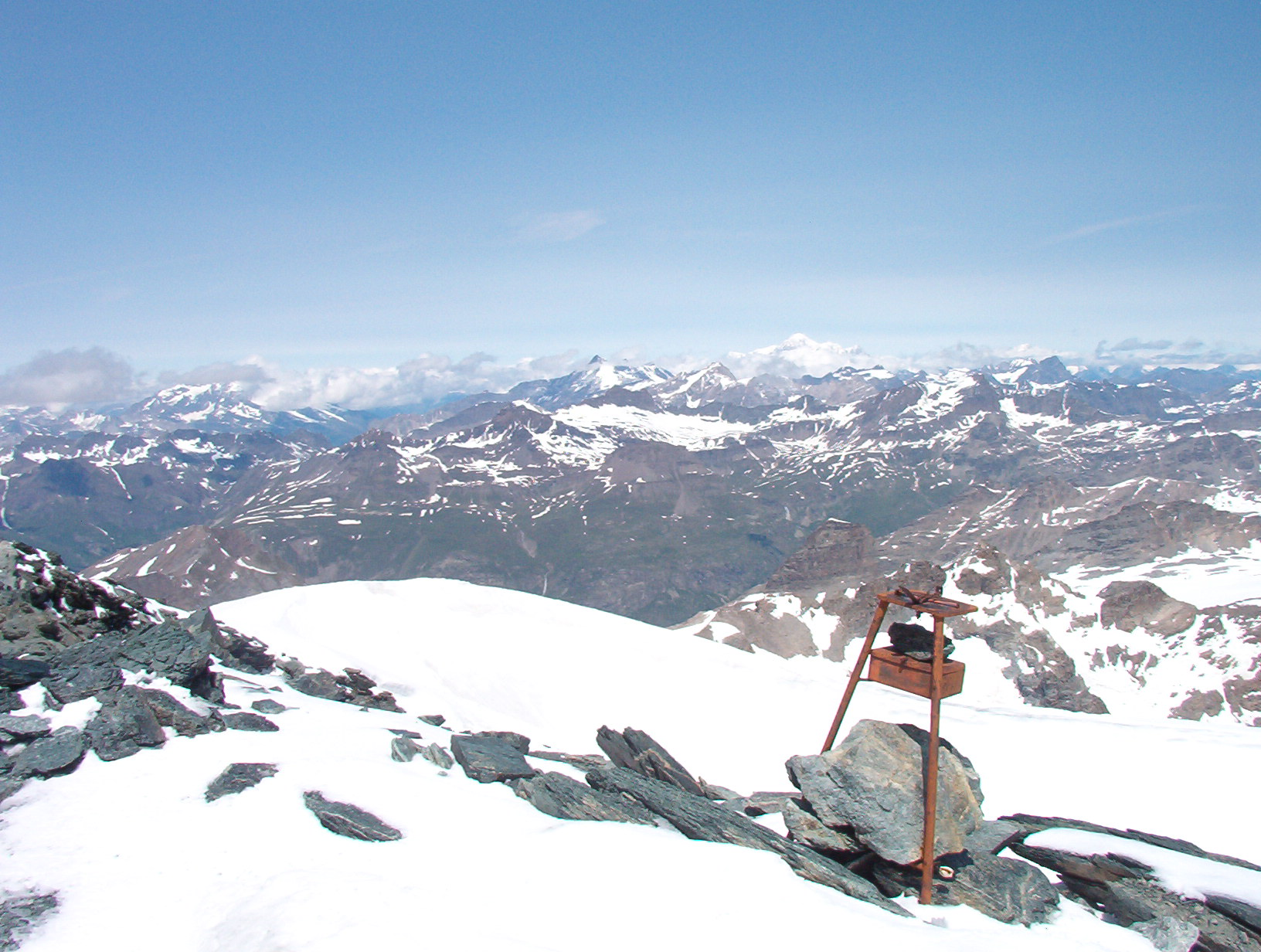
Panorama da cima.
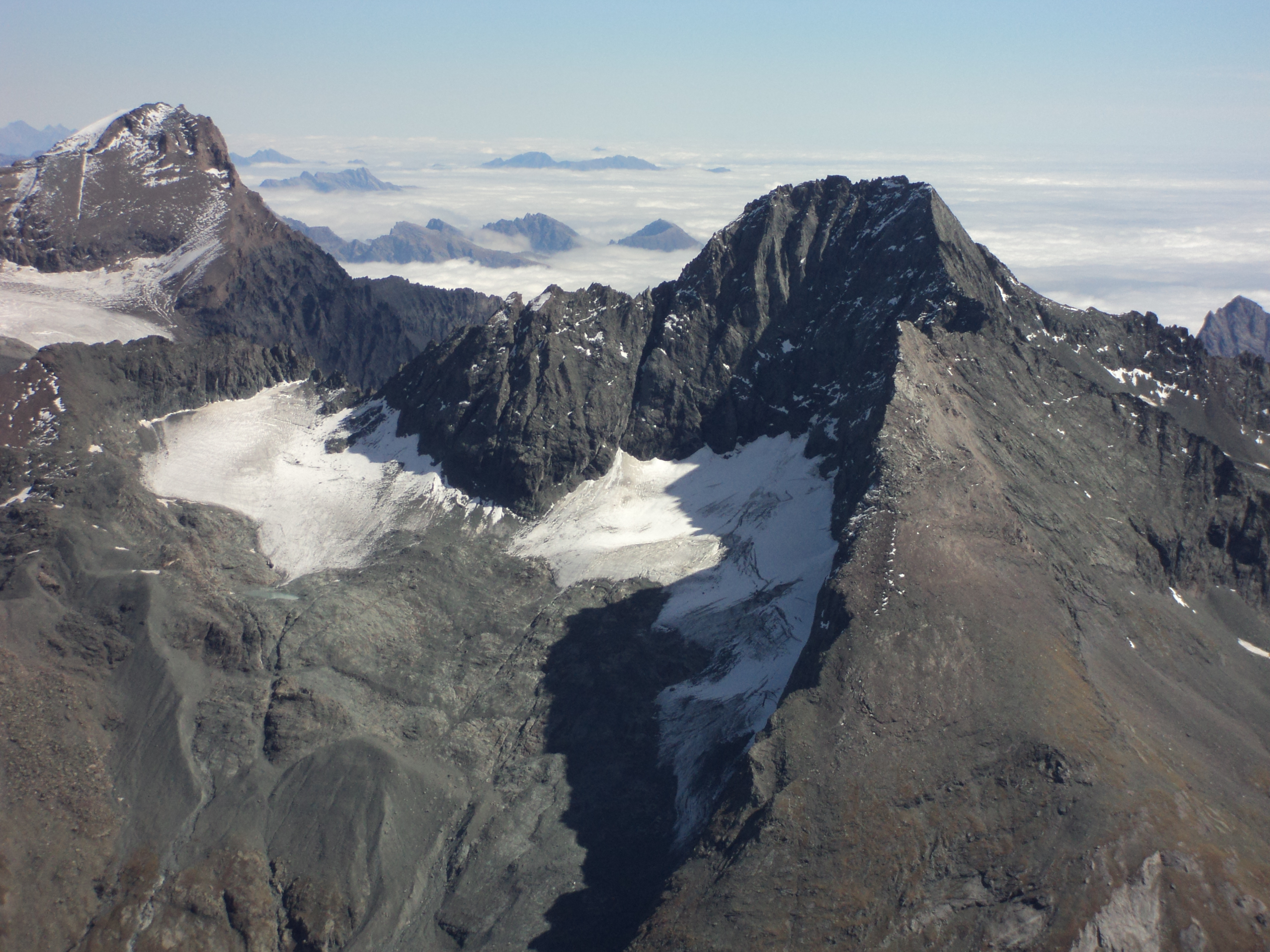
A montanha a partir da Pointe de Charbonnel. A direita a Uia di Bessanese.